# Dubiivka, raionul Cerkasî, regiunea Cerkasî
Dubiivka (în ucraineană Дубіївка) este o comună în raionul Cerkasî, regiunea Cerkasî, Ucraina, formată numai din satul de reședință.

## Demografie
Componența lingvistică a comunei Dubiivka
     Ucraineană (95,98%)
     Rusă (3,39%)
     Alte limbi (0,12%)
Conform recensământului din 2001, majoritatea populației comunei Dubiivka era vorbitoare de ucraineană (95,98%), existând în minoritate și vorbitori de rusă (3,39%).